# Helmut Freudenschuss
Helmut Freudenschuss (* 27. Februar 1956 in Bregenz, Vorarlberg) ist ein österreichischer Diplomat.
Nach der Matura am BG Bregenz studierte Helmut Freudenschuss Rechtswissenschaften und Spanisch an der Universität Innsbruck und Salzburg und Internationale Wirtschaftsbeziehungen in London.
Von 1979 bis 1981 war er Universitätsassistent am Institut für Öffentliches Recht und Politik-Wissenschaft der Universität Innsbruck und absolvierte anschließend einen Forschungsaufenthalt in der Menschenrechtsdirektion des Europarates Straßburg.
Seit 1981 ist er beim Bundesministerium für auswärtige Angelegenheiten beschäftigt und war von 1981 bis 1982 in der Westeuropa- und Amerikaabteilung. Danach war er verantwortlich für Menschenrechtsfragen und Sekretär des Generalsekretärs für auswärtige Angelegenheiten.
Von 1985 bis 1993 war er in der Ständigen Vertretung bei den Vereinten Nationen in New York beschäftigt und parallel dazu als Alternierender Vertreter Österreichs im Sicherheitsrat der Vereinten Nationen tätig.
Weiters war er 1992 Vorsitzender der Arbeitsgruppe über Erdfernerkundung und von 1987 bis 1992 Leiter der österreichischen Delegation in verschiedenen Ausschüssen (Friedenserhaltende Operationen, Weltraum, Informationsfragen etc.).
Im Februar 1993 wurde er in die Zentrale des Außenministeriums, zunächst Mitarbeiter des Politischen Direktors, dann Leiter des Referats II.1a (Koordination) der Politischen Sektion berufen. Im Jahre 1994 war er Europäischer Korrespondent und von 1999 bis 2004 Botschafter in Beirut.
Von 2004 bis 2008 war er Botschafter in Pretoria, Südafrika.
Seit 2008 war er als Leiter der Abteilung II.11 - Afrika südlich der Sahara; Afrikanische Union (AU) tätig.
Seit Ende Jänner 2011 war er der außenpolitische Berater von Bundespräsident Heinz Fischer und seit 1. April 2015 war er außerdem Kabinettsdirektor in der Österreichischen Präsidentschaftskanzlei.
Seit Mai 2017 ist er als Nachfolger von Thomas Nader Botschafter in Dublin, Irland.